# Voleibol als Jocs Olímpics d'estiu de 2008

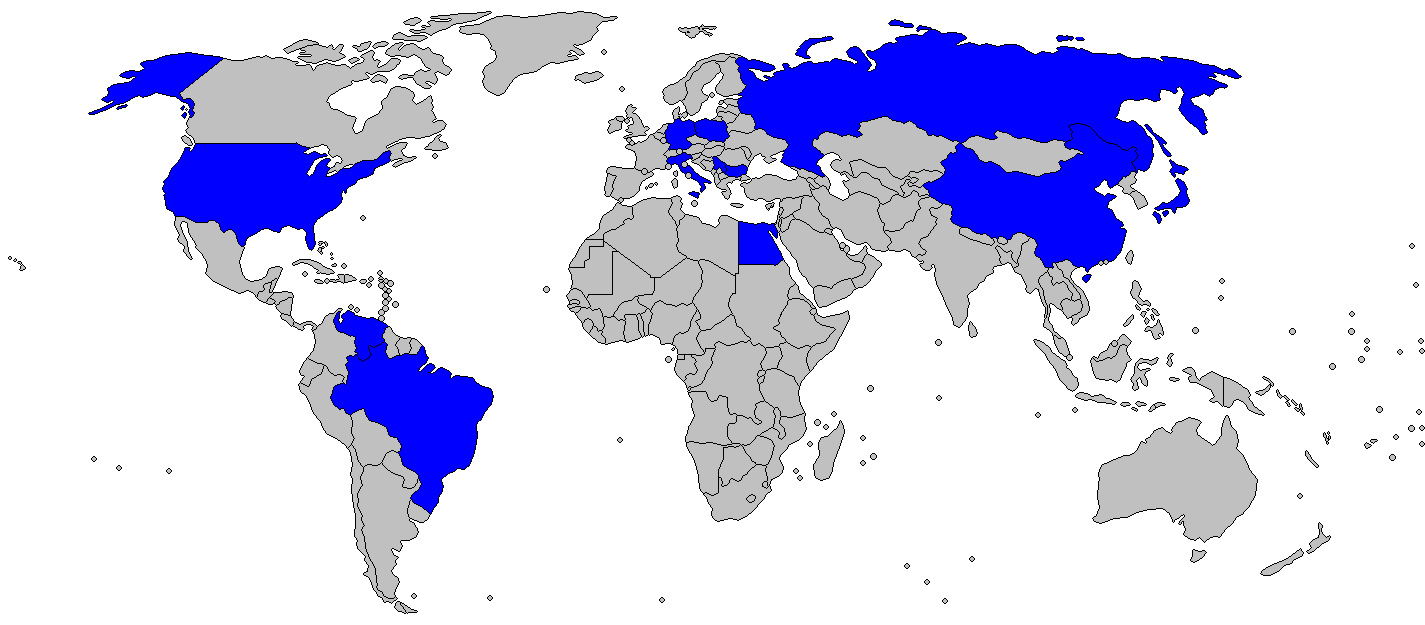
Seleccions participants a la competició masculina

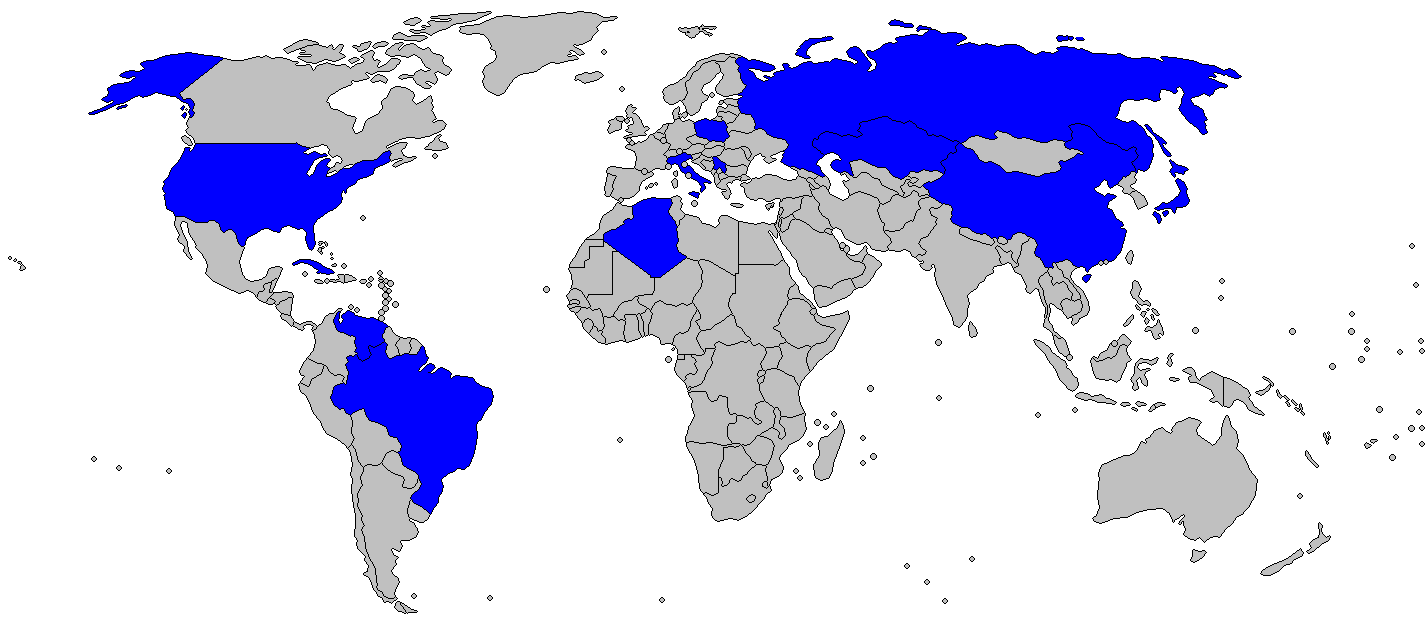
Seleccions participants a la competició femenina

La competició de voleibol dels Jocs Olímpics d'Estiu 2008 es jugaran a l'Estadi Capital Indoor i al Gimnàs de l'Institut de Tecnologia els dos a Pequín. Les competicions es jugaran des del 9 al 24 d'agost de 2008.

## Calendari de classificació

### Masculí
| Voleibol Masculí                              | Data                                 | Seu        | Places | Classificat            |
| --------------------------------------------- | ------------------------------------ | ---------- | ------ | ---------------------- |
| País amfitrió                                 | -                                    | -          | 1      | Xina                   |
| Copa Mundial Masculina FIVB 2007              | 18 de novembre - 2 de desembre, 2007 | Japó       | 3      | Brasil Rússia Bulgària |
| Torneig de Classificació Olímpic Africà       | 3 - 9 de febrer, 2008                | Durban     | 1      | Egipte                 |
| Torneig de Classificació Olímpic Asiàtic      | 31 de maig - 8 de juny, 2008         | Tòquio     | 1      | Japó                   |
| Torneig de Classificació Olímpic Europeu      | 7 - 13 de gener, 2008                | Izmir      | 1      | Sèrbia                 |
| Torneig de Classificació Olímpic Nord-americà | 6 - 11 de gener, 2008                | Caguas     | 1      | Estats Units           |
| Torneig de Classificació Olímpic Sud-americà  | 3 - 7 de gener, 2008                 | Formosa    | 1      | Veneçuela              |
| Torneig Preolímpic de Classificació 1         | 23 - 25 de maig, 2008                | Dusseldorf | 1      | Alemanya               |
| Torneig Preolímpic de Classificació 2         | 30 de maig - 1 de juny, 2008         | Espinho    | 1      | Polònia                |
| Torneig Preolímpic de Classificació 3         | 31 de maig - 8 de juny, 2008         | Tòquio     | 1      | Itàlia                 |
| TOTAL                                         |                                      |            | 12     |                        |

### Femení
| Voleibol Femení                               | Data                      | Seu       | Places | Classificat                |
| --------------------------------------------- | ------------------------- | --------- | ------ | -------------------------- |
| País amfitrió                                 | -                         | -         | 1      | Xina                       |
| Copa Mundial Femenina FIVB 2007               | 2 - 16 de novembre, 2007  | Japó      | 3      | Itàlia Brasil Estats Units |
| Torneig de Classificació Olímpic Africà       | 22 - 26 de gener, 2008    | Blida     | 1      | Algèria                    |
| Torneig de Classificació Olímpic Asiàtic      | 17 - 25 de maig, 2008     | Tòquio    | 1      | Kazakhstan                 |
| Torneig de Classificació Olímpic Europeu      | 15 - 20 de gener, 2008    | Halle     | 1      | Rússia                     |
| Torneig de Classificació Olímpic Nord-americà | 17 - 22 de desembre, 2007 | Monterrey | 1      | Cuba                       |
| Torneig de Classificació Olímpic Sud-americà  | 3 - 7 de gener, 2008      | Lima      | 1      | Veneçuela                  |
| Torneig Preolímpic de Classificació           | 17 - 25 de maig, 2008     | Tòquio    | 3      | Polònia · Sèrbia · Japó    |
| TOTAL                                         |                           |           | 12     |                            |

## Resultats

### Homes
| Event    | Or | Plata | Bronze |
| Voleibol | Estats Units · Lloy Ball · Sean Rooney · David Lee · Richard Lambourne · William Priddy · Ryan Millar · Riley Salmon · Thomas Hoff · Clayton Stanley · Kevin Hansen · Gabriel Gardner · Scott Touzinsky | Brasil · Bruno Rezende · Marcelo Elgarten · André Heller · Samuel Fuchs · Gilberto Godoy Filho · Murilo Endres · André Nascimento · Sérgio Santos · Anderson Rodrigues · Gustavo Endres · Rodrigo Santana · Dante Amaral | Rússia · Aleksandr Korneev · Semyon Poltavskiy · Aleksandr Kosarev · Sergey Grankin · Sergey Tetyukhin · Vadim Khamuttskikh · Yury Berezhko · Aleksey Ostapenko · Aleksandr Volkov · Aleksey Verbov · Maxim Mikhaylov · Aleksey Kuleshov |

### Dones
| Event    | Or | Plata | Bronze |
| Voleibol | Brasil · Walewska Oliveira · Carolina Albuquerque · Marianne Steinbrecher · Paula Pequeno · Thaisa Menezes · Hélia Souza · Valeska Menezes · Fabiana Claudino · Welissa Gonzaga · Jaqueline Carvalho · Sheilla Castro · Fabiana de Oliveira | Estats Units · Ogonna Nnamani · Danielle Scott-Arruda · Tayyiba Haneef-Park · Lindsey Berg · Stacy Sykora · Nicole Davis · Heather Bown · Jennifer Joines · Kim Glass · Robyn Ah Mow-Santos · Kim Willoughby · Logan Tom | R.P. de la Xina · Wang Yimei · Feng Kun · Yang Hao · Liu Yanan · Wei Qiuyue · Xu Yunli · Zhou Suhong · Zhao Ruirui · Xue Ming · Li Juan · Zhang Na · Ma Yunwen |

## Medaller
| Pos.  | País            | Or | Plata | Bronze | Total |
| 1     | Brasil          | 1  | 1     | 0      | 2     |
| 1     | Estats Units    | 1  | 1     | 0      | 2     |
| 3     | R.P. de la Xina | 0  | 0     | 1      | 1     |
| 3     | Rússia          | 0  | 0     | 1      | 1     |
| Total | Total           | 2  | 2     | 2      | 6     |

## Competició masculina

### Fase de grups

#### Grup A
| Equip           | J | G | P | SG | SP | Punts |
| --------------- | - | - | - | -- | -- | ----- |
| Estats Units    | 5 | 5 | 0 | 15 | 4  | 10    |
| Itàlia          | 5 | 4 | 1 | 13 | 6  | 9     |
| Bulgària        | 5 | 3 | 2 | 10 | 9  | 8     |
| R.P. de la Xina | 5 | 2 | 3 | 9  | 13 | 7     |
| Veneçuela       | 5 | 1 | 4 | 8  | 12 | 6     |
| Japó            | 5 | 0 | 5 | 4  | 15 | 5     |

- Resultats

| Data  | Hora¹ | Partit          | Partit | Partit          | Resultat |
| ----- | ----- | --------------- | ------ | --------------- | -------- |
| 10.08 | 12:00 | Itàlia          | -      | Japó            | 3-1      |
| 10.08 | 12:30 | Estats Units    | -      | Veneçuela       | 3-2      |
| 10.08 | 20:00 | Bulgària        | -      | R.P. de la Xina | 3-1      |
| 12.08 | 12:30 | Estats Units    | -      | Itàlia          | 3-1      |
| 12.08 | 20:00 | Veneçuela       | -      | R.P. de la Xina | 2-3      |
| 12.08 | 22:00 | Japó            | -      | Bulgària        | 1-3      |
| 14.08 | 10:00 | Itàlia          | -      | Veneçuela       | 3-0      |
| 14.08 | 20:00 | R.P. de la Xina | -      | Japó            | 3-2      |
| 14.08 | 22:00 | Bulgària        | -      | Estats Units    | 1-3      |
| 16.08 | 10:00 | Estats Units    | -      | R.P. de la Xina | 3-0      |
| 16.08 | 14:30 | Itàlia          | -      | Bulgària        | 3-0      |
| 16.08 | 22:00 | Veneçuela       | -      | Japó            | 3-0      |
| 18.08 | 10:00 | Bulgària        | -      | Veneçuela       | 3-1      |
| 18.08 | 20:00 | R.P. de la Xina | -      | Itàlia          | 2-3      |
| 18.08 | 22:00 | Japó            | -      | Estats Units    | 0-3      |

- (¹) -Hora local de Pequín (UTC+8)

#### Grup B
| Equip    | J | G | P | SG | SP | Punts |
| -------- | - | - | - | -- | -- | ----- |
| Brasil   | 5 | 4 | 1 | 13 | 4  | 9     |
| Rússia   | 5 | 4 | 1 | 14 | 7  | 9     |
| Polònia  | 5 | 4 | 1 | 12 | 6  | 9     |
| Sèrbia   | 5 | 2 | 3 | 9  | 10 | 7     |
| Alemanya | 5 | 1 | 4 | 6  | 12 | 6     |
| Egipte   | 5 | 0 | 5 | 0  | 15 | 5     |

- Resultats

| Data  | Hora¹ | Partit   | Partit | Partit   | Resultat |
| ----- | ----- | -------- | ------ | -------- | -------- |
| 10.08 | 10:00 | Sèrbia   | -      | Rússia   | 1-3      |
| 10.08 | 14:30 | Brasil   | -      | Egipte   | 3-0      |
| 10.08 | 22:00 | Polònia  | -      | Alemanya | 3-0      |
| 12.08 | 10:00 | Rússia   | -      | Alemanya | 3-2      |
| 12.08 | 12:00 | Egipte   | -      | Polònia  | 0-3      |
| 12.08 | 14:30 | Sèrbia   | -      | Brasil   | 1-3      |
| 14.08 | 12:00 | Alemanya | -      | Egipte   | 3-0      |
| 14.08 | 12:30 | Brasil   | -      | Rússia   | 1-3      |
| 14.08 | 14:30 | Polònia  | -      | Sèrbia   | 3-1      |
| 16.08 | 12:00 | Rússia   | -      | Egipte   | 3-0      |
| 16.08 | 12:30 | Sèrbia   | -      | Alemanya | 3-1      |
| 16.08 | 20:00 | Brasil   | -      | Polònia  | 3-0      |
| 18.08 | 12:00 | Alemanya | -      | Brasil   | 0-3      |
| 18.08 | 12:30 | Polònia  | -      | Rússia   | 3-2      |
| 18.08 | 14:30 | Egipte   | -      | Sèrbia   | 0-3      |

- (¹) -Hora local de Pequín (UTC+8)

### Fase final

#### Quarts de final
| Data  | Hora¹ | Partit          | Partit | Partit  | Resultat |
| ----- | ----- | --------------- | ------ | ------- | -------- |
| 20.08 | 10:00 | Bulgària        | -      | Rússia  | 1-3      |
| 20.08 | 12:00 | Itàlia          | -      | Polònia | 3-2      |
| 20.08 | 20:00 | R.P. de la Xina | -      | Brasil  | 0-3      |
| 20.08 | 22:00 | Estats Units    | -      | Sèrbia  | 3-2      |

- (¹) - Hora local de Pequín (UTC+8)

#### Semifinals
| Data  | Hora¹ | Partit       | Partit | Partit | Resultat |
| ----- | ----- | ------------ | ------ | ------ | -------- |
| 22.08 | 12:30 | Estats Units | -      | Rússia | 3-2      |
| 22.08 | 20:00 | Itàlia       | -      | Brasil | 1-3      |

#### Tercer lloc
| Data  | Hora¹ | Partit | Partit | Partit | Resultat |
| ----- | ----- | ------ | ------ | ------ | -------- |
| 24.08 | 10:00 | Rússia | -      | Itàlia | 3-0      |

#### Final
| Data  | Hora¹ | Partit       | Partit | Partit | Resultat |
| ----- | ----- | ------------ | ------ | ------ | -------- |
| 24.08 | 12:00 | Estats Units | -      | Brasil | 3-1      |

- (¹) - Hora local de Pequín (UTC+8)

## Competició femenina

### Fase de grups

#### Grup A
| Equip           | J | G | P | SG | SP | Punts |
| --------------- | - | - | - | -- | -- | ----- |
| Cuba            | 5 | 5 | 0 | 15 | 3  | 10    |
| Estats Units    | 5 | 4 | 1 | 12 | 7  | 9     |
| R.P. de la Xina | 5 | 3 | 2 | 13 | 7  | 8     |
| Japó            | 5 | 2 | 3 | 7  | 11 | 7     |
| Polònia         | 5 | 1 | 4 | 9  | 12 | 6     |
| Veneçuela       | 5 | 0 | 5 | 1  | 15 | 5     |

- Resultats

| Data  | Hora¹ | Partit          | Partit | Partit          | Resultat |
| ----- | ----- | --------------- | ------ | --------------- | -------- |
| 09.08 | 14:30 | Polònia         | -      | Cuba            | 1-3      |
| 09.08 | 20:00 | Veneçuela       | -      | R.P. de la Xina | 0-3      |
| 09.08 | 22:00 | Japó            | -      | Estats Units    | 1-3      |
| 11.08 | 12:30 | Estats Units    | -      | Cuba            | 0-3      |
| 11.08 | 20:00 | R.P. de la Xina | -      | Polònia         | 3-1      |
| 11.08 | 22:00 | Japó            | -      | Veneçuela       | 3-0      |
| 13.08 | 12:00 | Veneçuela       | -      | Estats Units    | 1-3      |
| 13.08 | 20:00 | Cuba            | -      | R.P. de la Xina | 3-2      |
| 13.08 | 22:00 | Polònia         | -      | Japó            | 2-3      |
| 15.08 | 12:30 | Veneçuela       | -      | Polònia         | 0-3      |
| 15.08 | 20:00 | Estats Units    | -      | R.P. de la Xina | 3-2      |
| 15.08 | 22:00 | Japó            | -      | Cuba            | 0-3      |
| 17.08 | 12:00 | Cuba            | -      | Veneçuela       | 3-0      |
| 17.08 | 12:30 | Polònia         | -      | Estats Units    | 2-3      |
| 17.08 | 20:00 | R.P. de la Xina | -      | Japó            | 3-0      |

- (¹) -Hora local de Pequín (UTC+8)

#### Grup B
| Equip      | J | G | P | SG | SP | Punts |
| ---------- | - | - | - | -- | -- | ----- |
| Brasil     | 5 | 5 | 0 | 15 | 0  | 10    |
| Itàlia     | 5 | 4 | 1 | 12 | 4  | 9     |
| Rússia     | 5 | 3 | 2 | 10 | 6  | 8     |
| Sèrbia     | 5 | 2 | 3 | 6  | 10 | 7     |
| Kazakhstan | 5 | 1 | 4 | 4  | 13 | 6     |
| Algèria    | 5 | 0 | 5 | 1  | 15 | 5     |

- Resultats

| Data  | Hora¹ | Partit     | Partit | Partit     | Resultat |
| ----- | ----- | ---------- | ------ | ---------- | -------- |
| 09.08 | 10:00 | Itàlia     | -      | Rússia     | 3-1      |
| 09.08 | 12:00 | Sèrbia     | -      | Kazakhstan | 3-1      |
| 09.08 | 12:30 | Algèria    | -      | Brasil     | 0-3      |
| 11.08 | 10:00 | Algèria    | -      | Sèrbia     | 0-3      |
| 11.08 | 12:00 | Kazakhstan | -      | Itàlia     | 0-3      |
| 11.08 | 14:30 | Brasil     | -      | Rússia     | 3-0      |
| 13.08 | 10:00 | Itàlia     | -      | Algèria    | 3-0      |
| 13.08 | 12:30 | Rússia     | -      | Kazakhstan | 3-0      |
| 13.08 | 14:30 | Sèrbia     | -      | Brasil     | 0-3      |
| 15.08 | 10:00 | Algèria    | -      | Rússia     | 0-3      |
| 15.08 | 12:00 | Brasil     | -      | Kazakhstan | 3-0      |
| 15.08 | 14:30 | Sèrbia     | -      | Itàlia     | 0-3      |
| 17.08 | 10:00 | Kazakhstan | -      | Algèria    | 3-1      |
| 17.08 | 14:30 | Itàlia     | -      | Brasil     | 0-3      |
| 17.08 | 22:00 | Rússia     | -      | Sèrbia     | 3-0      |

- (¹) - Hora local de Pequín (UTC+8)

### Fase final

#### Quarts de final
| Data  | Hora¹ | Partit          | Partit | Partit | Resultat |
| ----- | ----- | --------------- | ------ | ------ | -------- |
| 19.08 | 10:00 | Cuba            | -      | Sèrbia | 3-0      |
| 19.08 | 12:00 | Japó            | -      | Brasil | 0-3      |
| 19.08 | 20:00 | R.P. de la Xina | -      | Rússia | 3-0      |
| 19.08 | 22:00 | Estats Units    | -      | Itàlia | 3-2      |

- (¹) -Hora local de Pequín (UTC+8)

#### Semifinals
| Data  | Hora¹ | Partit          | Partit | Partit       | Resultat |
| ----- | ----- | --------------- | ------ | ------------ | -------- |
| 21.08 | 12:30 | Cuba            | -      | Estats Units | 0-3      |
| 21.08 | 22:00 | R.P. de la Xina | -      | Brasil       | 0-3      |

#### Tercer lloc
| Data  | Hora¹ | Partit | Partit | Partit          | Resultat |
| ----- | ----- | ------ | ------ | --------------- | -------- |
| 23.08 | 12:30 | Cuba   | -      | R.P. de la Xina | 1-3      |

#### Final
| Data  | Hora¹ | Partit       | Partit | Partit | Resultat |
| ----- | ----- | ------------ | ------ | ------ | -------- |
| 23.08 | 20:00 | Estats Units | -      | Brasil | 1-3      |

- (¹) - Hora local de Pequín (UTC+8)